# Surendra Saxena
Surendra Kumar Saxena, född 4 oktober 1936, är en indisk geokemist.
Saxena disputerade 1967 vid Uppsala universitet. Han blev 1973 biträdande professor vid Brooklyn College vid City University of New York där han 1976–1996 var professor. Han var 1989–2001 professor i teoretisk geokemi vid Uppsala universitet (parallellt med arbete i USA). Han blev 1999 professor och chef för Center for Study of Matter at Extreme Conditions vid Florida International University i Miami.
Saxena är känd för sina tidiga teoretiska arbeten inom termodynamiska beräkningar inom geokemin och har forskat om materialegenskaper vid högt tryck, bland annat relaterat till jordens inre. Han invaldes 1996 som utländsk ledamot av svenska Vetenskapsakademien och tilldelades 2007 Uppsala universitets Rudbecksmedalj.